# Anna Powierza
Anna Powierza (ur. 18 grudnia 1978 w Warszawie) – polska aktorka.

## Życiorys
Jest absolwentką Akademii Teologii Katolickiej w Warszawie na wydziale filozofii i historii sztuki.
Zadebiutowała na ekranie w 1994 epizodyczną rolą w filmie Panna z mokrą głową oraz serialu o tym samym tytule. W latach 1994–1995 grała Martę, córkę głównych bohaterów serialu TVP Spółka rodzinna. Ogólnopolską popularność zyskała dzięki roli Czesławy Kot-Kurzawskiej w serialu TVP1 Klan, w którym gra od 1999. Zagrała uczennicę głównego bohatera w filmie Marka Koterskiego Dzień świra (2002).
Wzięła udział w erotycznych sesjach zdjęciowych do czasopism „Playboy” i „CKM”. W 2008 zajęła drugie miejsce w finale pierwszej edycji programu rozrywkowego Gwiezdny cyrk w telewizji Polsat. Wydała powieść „Jak zostać sławną” (2008) i trzy poradniki: „Jak schudnąć gdy dieta nie działa. Pokonałam insulinooporność i chorobę tarczycy” (2017), „Insulinooporność. I co dalej?” (2018) i „Jak jeść, by nie tyć i nie chorować: insulinooporność, cukrzyca, zespół metaboliczny” (2019).

## Życie prywatne
W marcu 2014 urodziła córkę, Helenę.

## Filmografia

### Filmy fabularne
- 1994: Panna z mokrą głową – koleżanka Irenki
- 1995: Awantura o Basię – Kicia
- 1995: Nic śmiesznego – Ania, córka Adama
- 1996: Panna Nikt – Ewa
- 1998: Złoto dezerterów – Oleńka
- 1999: Ajlawju – córka Gosi
- 2001: Listy miłosne – salowa
- 2002: Dzień świra – uczennica Adasia
- 2005: Inheritance – Ewa
- 2015: Radosław Prolog
- 2016: Jan Mazurkiewicz ps. „Radosław” – Franciszka Mazurkiewicz
- 2017: Na układy nie ma rady – Jola, sekretarka Marka

### Seriale
- 1994: Panna z mokrą głową − koleżanka Irenki (odc. 6)
- 1994–1995: Spółka rodzinna – Marta
- 1995: Sukces – Beata
- 1996: Awantura o Basię − Kicia
- od 1997: Klan – Czesława Kot-Kurzawska
- 1998: Klasa na obcasach – Filipinka
- 1999: Policjanci – Justyna
- 2000: Izabela – Miki
- 2005: Klinika samotnych serc – Bronka Staszczuk
- 2006: Kochaj mnie, kochaj! – Anna Jaskółka

## Publikacje
- Jak zostać sławną, Wydawnictwo Otwarte, 2008[5][6]
- Jak schudnąć, gdy dieta nie działa, Wydawnictwo Pascal, 2017[7]
- Insulinooporność. I co dalej?, Wydawnictwo Pascal, 2018[8]
- Jak jeść, by nie tyć i nie chorować, Wydawnictwo Pascal, 2019